# 赫尔穆特·扎森巴赫
赫尔穆特·扎森巴赫（德語：Helmut Sassenbach，1959年1月31日—），德国前男子赛艇运动员。他曾以舵手身份代表西德参加世界赛艇锦标赛，共获得一枚金牌和二枚银牌。